# Dictyonannus
Dictyonannus is een geslacht van wantsen uit de familie van de Schizopteridae. Het geslacht werd voor het eerst wetenschappelijk beschreven door Gross in 1951.

## Soorten
Het genus is monotypisch en bevat alleen de volgende soort:

- Dictyonannus flavus Gross, 1951